# Galera (Andalúzia)
Galera egy község Spanyolországban, Granada tartományban. Galera Huéscar, Orce, Cúllar és Castilléjar községekkel határos. Lakosainak száma 1116 fő (2024).

## Népesség
A település népessége az elmúlt években az alábbi módon változott:
| Lakosok száma | 1281 | 1152 | 1119 | 1106 | 1236 | 1183 | 1133 | 1075 | 1107 | 1116 |
|               | 2001 | 2004 | 2006 | 2009 | 2011 | 2014 | 2016 | 2019 | 2021 | 2024 |